# Rally di San Marino

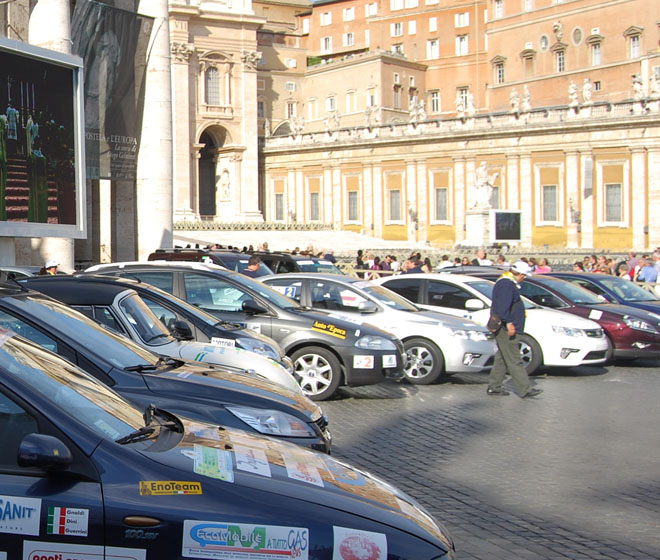
Il 5° EcoRally nel 2010: l'arrivo a Piazza San Pietro

Il Rally San Marino è un evento di sport automobilistico per auto da rally, che si tiene a San Marino con alcune tappe situate nelle adiacenti Marche ed Emilia-Romagna. La prima edizione si è svolta nel 1970 e attualmente fa parte del Campionato Italiano Rally. Il rally è stato anche parte regolare del Campionato Europeo di Rally fino al 2004. Nel 2012 il rally è stato inserito nell'Intercontinental Rally Challenge.
L'unico pilota sammarinese a vincere il rally fino al 2018 è Massimo Ercolani - l'ha vinto 3 volte.

## Vincitori precedenti[2]
| Year | Pilota                  | Co - Pilota             | Car                        |
| ---- | ----------------------- | ----------------------- | -------------------------- |
| 1970 | Arnaldo Cavallari       | Benvenuti               | Porsche 911                |
| 1971 | Leo Pittoni             | Arnaldo Bernacchini     | Lancia Fulvia HF           |
| 1972 | Giulio Bisulli          | Arturo Zannucoli        | Fiat 124 Abarth            |
| 1973 | Sandro Munari           | Mario Mannucci          | Lancia Fulvia HF           |
| 1974 | Giulio Bisulli          |                         | Fiat 124 Abarth            |
| 1979 | Antonio "Tony" Fassina  |                         | Lancia Stratos             |
| 1980 | Adriatico Vudafieri     |                         | Fiat 131 Abarth            |
| 1981 | Antonio "Tony" Fassina  |                         | Opel Ascona 400            |
| 1982 | Tonino Tognana          |                         | Lancia 037 Rally           |
| 1983 | Massimo Biasion         |                         | Lancia 037 Rally           |
| 1984 | Adriatico Vudafieri     |                         | Lancia 037 Rally           |
| 1985 | Massimo Ercolani        |                         | Lancia 037 Rally           |
| 1986 | Fabrizio Tabaton        |                         | Lancia Delta S4            |
| 1987 | Patrick Snijers         |                         | Lancia Delta HF 4WD        |
| 1988 | Paola de Martini        | Umberta Gibellini       | Audi Coupé quattro         |
| 1989 | Giuseppe Grossi         | Alessandro Mari         | Lancia Delta Integrale     |
| 1990 | Michele Gregis          | Fabio Ciceri            | Lancia Delta Integrale 16V |
| 1991 | Massimo Ercolani        | Christian Larcher       | Lancia Delta Integrale 16V |
| 1992 | Gilberto Pianezzola     | Maurizio Imerito        | Lancia Delta Integrale 16V |
| 1993 | Giuseppe Grossi         | Antonio Borri           | Lancia Delta HF Integrale  |
| 1994 | Andrea Navarra          | Renzo Casazza           | Subaru Legacy RS           |
| 1995 | Giuseppe Grossi         | Antonio Borri           | Toyota Celica GT-Four      |
| 1996 | Massimo Ercolani        | Giorgio Manuzzi         | Subaru Impreza 555         |
| 1997 | Franco Cunico           | Pierangelo Scalvini     | Ford Escort RS Cosworth    |
| 1998 | Andrea Aghini           | Dario D'Esposito        | Toyota Corolla WRC         |
| 1999 | Andrea Navarra          | Simona Fedeli           | Ford Escort WRC            |
| 2000 | Piero Longhi            | Lucio Baggio            | Toyota Corolla WRC         |
| 2001 | Paolo Andreucci         | Alessandro Giusti       | Ford Focus RS WRC '00      |
| 2002 | Andrea Aghini           | Dario D'Esposito        | Peugeot 206 WRC            |
| 2003 | Andrea Navarra          | Simona Fedeli           | Subaru Impreza WRC '01     |
| 2004 | Andrea Navarra          | Simona Fedeli           | Subaru Impreza STi         |
| 2005 | Piero Longhi            | Maurizio Imerito        | Subaru Impreza STi         |
| 2006 | Piero Longhi            | Maurizio Imerito        | Subaru Impreza STi N12     |
| 2007 | Piero Longhi            | Maurizio Imerito        | Subaru Impreza STi         |
| 2008 | Piero Longhi            | Maurizio Imerito        | Subaru Impreza STi         |
| 2009 | Paolo Andreucci         | Anna Andreussi          | Peugeot 207 S2000          |
| 2010 | Paolo Andreucci         | Anna Andreussi          | Peugeot 207 S2000          |
| 2011 | Andreas Mikkelsen       | Ola Flene               | Škoda Fabia S2000 Evo 2    |
| 2012 | Giandomenico Basso      | Lorenzo Granai          | Ford Fiesta RRC            |
| 2013 | Umberto Scandola        | Guido D'Amore           | Škoda Fabia S2000 Evo 2    |
| 2014 | Paolo Andreucci         | Anna Andreussi          | Peugeot 207 S2000          |
| 2015 | Paolo Andreucci         | Anna Andreussi          | Peugeot 208 T16            |
| 2016 | Giandomenico Basso      | Mitia Dotta             | Ford Fiesta R5             |
| 2017 | Umberto Scandola        | Guido D'Amore           | Škoda Fabia R5             |
| 2018 | Daniele Ceccoli         | Piercarlo Capolongo     | Škoda Fabia R5             |
| 2019 | Stéphane Consani        | Jean Tibault De La Haye | Škoda Fabia R5             |
| 2020 | Marco Bulacia Wilkinson | Marcelo Der Ohannessian | Škoda Fabia R5             |
| 2021 | Umberto Scandola        | Guido D'Amore           | Hyundai i20 R5             |
| 2022 | Nikolay Gryazin         | Konstantin Aleksandrov  | Škoda Fabia Rally2 evo     |
| 2023 | Nikolay Gryazin         | Konstantin Aleksandrov  | Škoda Fabia Rally2 evo     |
| 2024 | Mikko Heikkilä          | Kristian Temonen        | Toyota GR Yaris Rally2     |
| 2025 | Giovanni Trentin        | Alessandro Franco       | Škoda Fabia RS Rally2      |